# Xing Aowei
Xing Aowei (em chinês simplificado:邢傲伟)  (Yantai, 25 de janeiro de 1982) é um ex-ginasta chinês que competiu em provas de ginástica artística.
Xing fez parte da equipe chinesa que disputou os Jogos Olímpicos de Sydney, em 2000, na Austrália. Na ocasião foi o medalhista de ouro da prova coletiva, quando superou a Ucrânia de Oleksandr Beresh e a Rússia de Alexei Nemov.